# گروه ارتش اوستمارک
گروه ارتش  اوستمارک (آلمانی: Heeresgruppe Ostmark) یکی از گروه‌های ارتش وابسته به آلمان نازی در اواخر جنگ جهانی دوم بود.
این ارتش در ۲ آوریل ۱۹۴۵ از نیروهای باقی‌مانده گروه ارتش  جنوب به وجود آمد. گروه ارتش اوستمارک در اتریش و چکسلواکی فعالیت می‌کرد. این ارتش در نهایت در ۷ مه ۱۹۴۵ در شمال اتریش تسلیم نیروهای متفقین شد.